# Pedalsperre
Eine Pedalsperre oder Pedalabdeckung ist eine Abdeckung, die vor die Bedienpedale (Gaspedal, Bremspedal oder Kupplungspedal) an einem Kraftfahrzeug montiert wird. 
Dies wird dann vorgenommen wenn bei der Kraftfahrzeuganpassung für körperbehinderte Menschen die regulären Bedienpedale durch andere Bedienteile zum Beispiel für Handbedienung (Handgas, Handbremse) ersetzt werden und die Gefahr besteht. dass durch versehentliche Berührung der Pedale ein ungewollter Vorgang ausgelöst wird.
Die Originalpedale werden nicht entfernt, um das Fahrzeug weiterhin für die normale Bedienung durch andere Personen verfügbar zu halten. 
Pedalsperren können dazu meist durch leichtes Lösen der Befestigung abgenommen werden.

## Pedalabdeckungen im Hilfsmittelverzeichnis von Rehadat
Das Hilfsmittelverzeichnis Rehadat führt Einzelprodukte von Pedalanpassungen unter den folgenden Klassen der DIN EN ISO 9999 auf:
- 12 – Hilfsmittel für die persönliche Mobilität
  - 12 12 – Kraftfahrzeuganpassungen
    - 12 12 04 – Kraftfahrzeuganpassungen für den Betrieb des Motors[1]